# 内酯

依次为α-乙内酯、β-丙内酯、γ-丁内酯和δ-戊内酯

内酯（lactone）即“環狀羧酸酯”（cyclic carboxylic ester），为羟基羧酸（hydroxycarboxylic acid）的环酯，是由同一有机化合物中的羧基与羟基相互作用脱水（发生分子内缩合环化）而形成的环状酯，例如：葡萄糖酸内酯。
内酯键（lactone bond）或环酯键（cyclic ester bond）即为存在于一个环状分子内部的特殊酯键。
内酯以五元（γ-内酯）及六元（δ-内酯）环内酯最为稳定，环内的角张力最小。4-羟基酸（R-CH(OH)-(CH2)2-COOH）在室温及稀酸存在下，便自发酯化形成五元环内酯。其他元数的内酯，如β-、ε-内酯，也可以制得，但不及以上二者稳定。
大环内酯是内酯的一类，分子内环元数较大，有很多是抗生素药物的成分。

## 命名
用传统方法命名内酯时，拆开内酯得到母体化合物羟基酸，将羧基（-COOH）旁的第一个碳原子定为α-位，第二个定为β-，第三个定为γ-，第四个定为δ-，依此类推。名称由成环羟基所处的位置、“-”、环内碳原子的个数及“内酯”二字构成。例子如γ-丁内酯（4-羟基丁酸形成的五元环内酯）。
内酯的IUPAC名称是将上述名称中的希腊字母用数字代替，α-、β-、γ-、δ-分别对应2-、3-、4-、5-。γ-丁内酯的IUPAC名称为“4-丁内酯”。

## 合成
内酯可通过多种方法合成，最常见的是羟基酸（例如葡萄糖酸）发生分子內酯化：
用硝酸氧化糖类得到羟基酸，而后酯化得到内酯。如下图的葡萄糖酸双内酯：
或用其他方法先制得羟基酸。如合成氧甲氢龙时，生成内酯的一步为还原-酯化反应：
环酮发生拜耳-维立格氧化重排反应得到内酯：
由乙烯酮制取β-丙内酯及二乙烯酮：
卤内酯化反应（Halolactonization）：卤素进攻烯烃发生亲电加成的碳正离子中间体与分子内的羧基反应生成内酯，例子见下图。一个相似的反应是卤内酰胺化反应。

## 反应
内酯的化学性质与酯相似。除五元环内酯外，所有的内酯在催化剂作用下都会发生开环聚合反应。

### 水解
内酯与碱（如氢氧化钠）共热会发生水解，生成母体羟基酸，是内酯合成的逆反应。不同内酯发生水解的程度不同，有些是可逆反应，一般反应的平衡常数要大于对应的直链酯类，水解更加容易，原因是两者反应的焓变相差不大，但内酯的水解在熵变上有利。
內酯加酸亦會水解生成相應的羥基酸。

### 还原
内酯可被氢化铝锂在乾醚中还原为二醇，反应机理是先打断酯键，然后还原生成的羧酸为醇。用γ-丁内酯反应，得到1,4-丁二醇—(CH2(OH)-(CH2)2-CH2(OH)。

### 氨解
内酯可以和氨的乙醇溶液发生氨解反应，酯键打断，生成相应的羟基酰胺。γ-丁内酯反应生成CH2(OH)-(CH2)2-CO-NH2。

## 例子

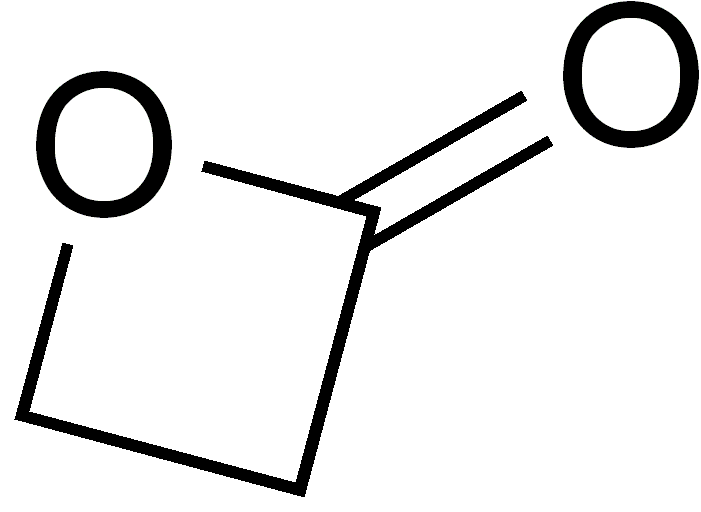
β-丙内酯
γ-丁内酯 (GBL)
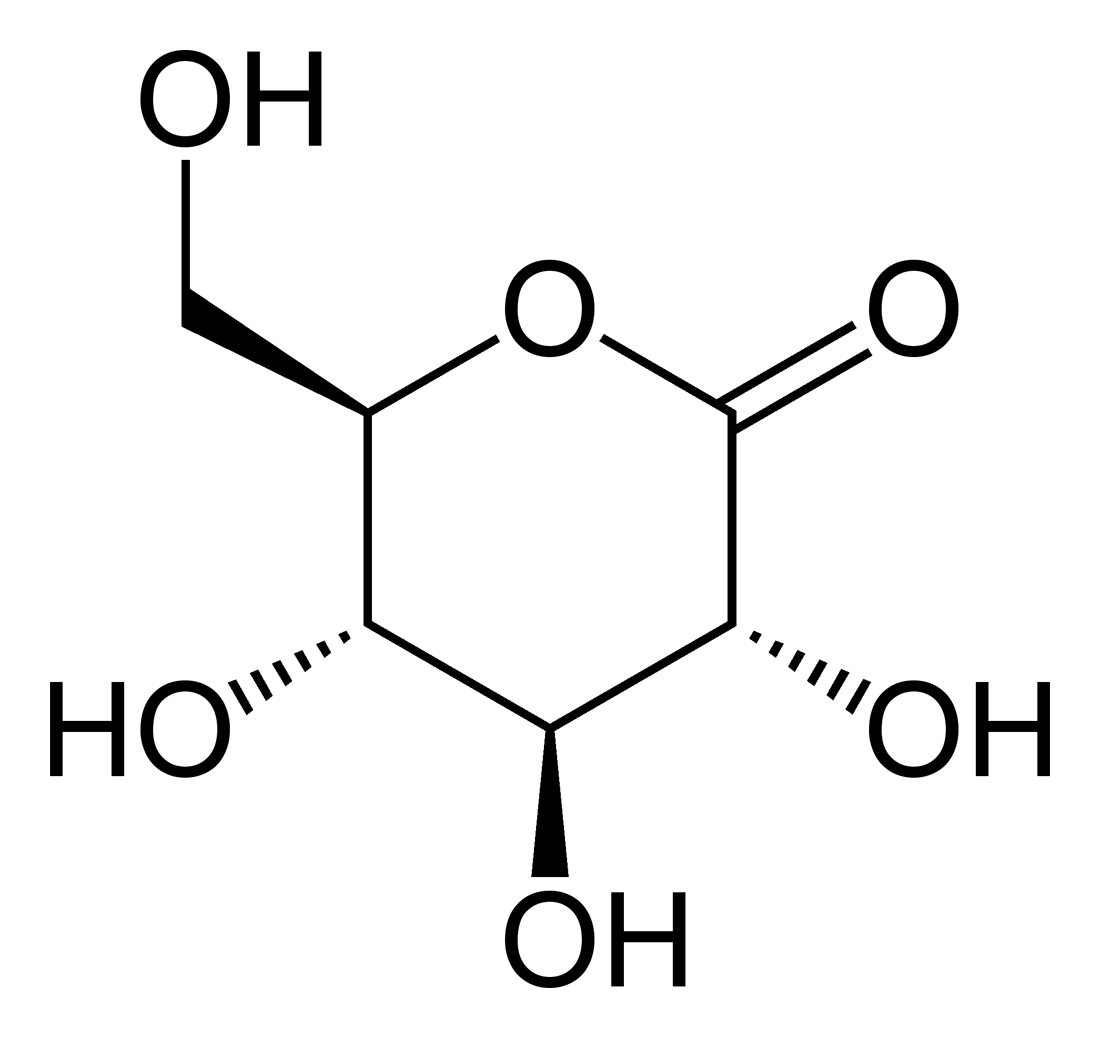
葡萄糖酸内酯 (E575)
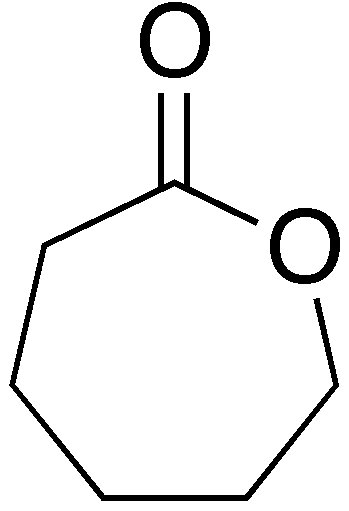
ε-己内酯